# Claire Olivier-Tiberghien
Claire Olivier-Tiberghien, née le 19 juin 1906 à Roubaix et décédée le 20 novembre 1987 à Tourcoing, est une artiste peintre et professeur de dessin.

## Biographie
Fille de Louis Tiberghien et d'Anne Couthier, elle est l'épouse de Romain Olivier.
Ancienne élève de M. Lety de l’École des Beaux-Arts de Tourcoing et de Pierre Montezin à Paris, elle fut diplômée au Salon des artistes français à Paris en 1928. Elle était membre de l'École française de Paris en 1948.
Claire Olivier-Tiberghien exposait souvent aux galeries Van Oost de Tourcoing, à celles de Lille, de Saint Lunaire (1978) de Bottrop (1981) de Dunkerque, de Mouscron en Belgique.
Elle était également un professeur actif aux écoles Saint Vincent, Marie Noël et Sainte Marguerite-Marie de Tourcoing, à celle du Commandant Drian, à La Croix Blanche.

## Activités annexes
- Présidente des Amis du Flocon (1952-1987)[2].
- Présidente de l'Animation du Flocon.
- Membre de la Fondation Claude-Pompidou, Les Blouses Jaunes (1970-1987).
- Membre du conseil d'administration des Beaux-Arts de Tourcoing.
- Présidente du conseil d'administration du Home des Flandres.
- Propriétaire du commerce La Palette à Tourcoing (Mercure d'or 1973).

## Distinctions
Décorations
- Officier de l'ordre des Palmes académiques
- Chevalier dans l'Ordre du Mérite social.

Récompenses
- Médaille du Mérite philanthropique.
- Récipiendaire de la Brouette d'or des Amis de Tourcoing (1980).